# 문라이트 (소프트웨어)
문라이트(Moonlight)는 모노 프로젝트의 일환으로 개발된, 실버라이트의 기술을 구현하는 자유 오픈 소스 웹 애플리케이션 프레임워크이다. 1.0이 2009년 1월 20일에 출시되었으며 2.0은 2009년 12월 17일에 출시되었다. 현재는 개발이 중단된 상태이다.

## 데스크톱 지원
문라이트는 원래 웹 브라우저 안에서 실버라이트의 기술을 구현하기 위하여 쓰이나 웹 브라우저 밖에서도 GTK+의 위젯의 일부로 쓰일 수 있다.
현재 공식적으로 문라이트가 지원하는 리눅스 배포판은 수세 엔터프라이즈 리눅스 11, 오픈수세 11.x, 우분투 9.10, 페도라 12이다. 웹 브라우저의 경우, 파이어폭스 2.0, 3.0, 3.5를 지원한다. 아키텍처는 32비트와 64비트 모두를 지원한다.
현재 문라이트 3.0 미리보기 버전은 구글 크롬을 비공식적으로 지원하고 있다.

## 같이 보기
- 실버라이트